# Dispositivo adaptativo dirigido por regras
Na Teoria das linguagens formais e dos autômatos, um Dispositivo adaptativo dirigido por regras, Dispositivo adaptativo guiado por regras ou apenas Dispositivo Adaptativo (DA) é qualquer dispositivo formal que possua um conjunto fixo e finito de regras para sua operação. Estas regras, no entanto, podem variar de acordo com um outro conjunto de regras, denominadas ações adaptativas, que agindo sobre o conjunto de regras original (através de ações de consulta, inserção, remoção destas regras) permite que um dispositivo altere sua estrutura interna durante seu funcionamento .